# Styrsö, Kalmar kommun
Styrsö är en ö med bebyggelse i Dörby distrikt i Kalmar kommun.  SCB avgränsade området till 2015 som en del av tätorten Boholmarna, för att från 2015 avgränsa som en separat småort.
| Befolkningsutvecklingen i Styrsö 2015–2015               | Befolkningsutvecklingen i Styrsö 2015–2015 | Befolkningsutvecklingen i Styrsö 2015–2015 | Befolkningsutvecklingen i Styrsö 2015–2015 | Befolkningsutvecklingen i Styrsö 2015–2015 |
| -------------------------------------------------------- | ------------------------------------------ | ------------------------------------------ | ------------------------------------------ | ------------------------------------------ |
|                                                          |                                            |                                            |                                            |                                            |
| År                                                       |                                            |                                            | Folkmängd                                  | Areal (ha)                                 |
| 2015                                                     | 2015                                       |                                            | 73                                         | 10#                                        |
| Anm.: Utbruten ur tätorten Boholmarna 2015 # Som småort. |                                            |                                            |                                            |                                            |